# 八景山橋
八景山橋（やけやまばし）は、長野県の梓川に架かる松本市梓川八景山と波田赤松を結ぶ渡河施設である。主に八景山町会（40戸）と花見町会（90戸）の人たちが通勤・通学・買い物などのために利用する。水量が増すと橋が水没し通行できなくなることから、「沈下橋」「もぐり橋」とも呼ばれるが、いずれも固有名詞ではなく普通名詞である。1960年代以前には「赤松の堰堤」と呼ばれた。市道梓川4号線の一部である。

## 概要
もともとは1931年に築造された「赤松頭首工」という梓川を堰止めて、堰に河川水を導くための施設であった。これが1977年に代替施設等により役割を終え、頭首工は撤去された。しかし、堰止めるための「堰堤」設備は残された。これが、八景山集落から対岸へ渡る渡河施設として集落にとっては貴重なものであったところから、2回にわたる改修・補修を受けて、現在の形態になっている。
長さ30.4m、幅2m。橋げたはあまり高くなく、河床からの高さは約1.5ｍ。このため、大雨のときなど上流の稲核ダムの放流で増水すると、橋の面を流れが覆うので、橋は使用できない。通行止めは過去5年間で年平均5回（1回につき数日間）。
梓川左岸の八景山側からは、二輪車が入ることができる。しかし、右岸の赤松側では堤防が階段状になっており、二輪車の通り抜けは不可能。

## 赤松頭首工
梓川には灌漑用水として各堰（人工河川）に水を取り入れるため14の取水口があった。しかし、洪水による取水施設の破壊が頻繁であり、また渇水の際には各堰間の水争いも生じた。これらを解消するため、1931年に、県営農業水利事業として、14の取水口を統合した1つの頭首工と、そこで取水した水を左岸・右岸の各堰に導く幹線水路が完成した。これが「赤松頭首工」である。この赤松頭首工施設の堰堤を、歩道橋として使い始めた。しかし、この頭首工には砂礫の流入が激しく、十分に機能を発揮することができなかった。そのため、約3km上流に新たな頭首工が計画され、1943年に国営梓川農業水利事業として工事が始まった。しかし、大戦と敗戦の物資不足・混乱のため、その完成は遅れて1950年になった。こうして造られたのが梓川頭首工であるが、その完成後も、赤松頭首工は補給水取入れのため補足的に使用された。しかし、奈川渡ダム等の築造に伴う国営中信平農業水利事業が1977年に完工したことから、赤松頭首工はその役割を完全に果たし終えて撤去された。

## 渡河施設としての活用
堰堤部分が撤去されてしまうと、八景山集落にとっては、対岸のアルピコ交通上高地線（通称・松本電鉄）新島々駅に行くことができなくなる。八景山集落から対岸へ渡る渡河施設として集落にとっては貴重なものであった。その住民の要望にこたえる形で、事業費430万円で、渡河専用施設として改修された。さらに、一部が老朽化したことから、2009年度には市が予算1200万円で補修した。

## 代替橋計画
八景山集落は、梓川沿いに東西に長い。その中央を、長野県道278号大野田梓橋停車場線が走る。県道ではあるが交通量は多くない。八景山橋の西側約1600mが西端であり、西端は国道158号に接続する。八景山集落と、その接続地の間には集落はない。この部分に、落石や土砂崩落が発生する通称崖の下という危険個所があり、2013年4月以降、全面通行止めが続いており復旧の見通しは立っていない。県は、この抜本対策としてバイパスを建設する方針を固めた。バイパスは、梓川・波田両地区を結ぶ新しい橋を梓川に架け、道路も新設して国道158号へつなげるものになる。県は2014年度にルートを選ぶ調査を始める。
なお、この県道バイパス計画の右岸側には、まったく別な渋滞対策道路（県道で、国道158号のバイパスとしての位置づけ）計画があり、すでに着工している。渋滞対策道路は、自動車専用道松本波田道路とその出口波田ICを前提にしたプロジェクトである。新たに計画が浮上した県道バイパスは、この渋滞対策道路と合流してから、国道158号に合流する。

## 画像

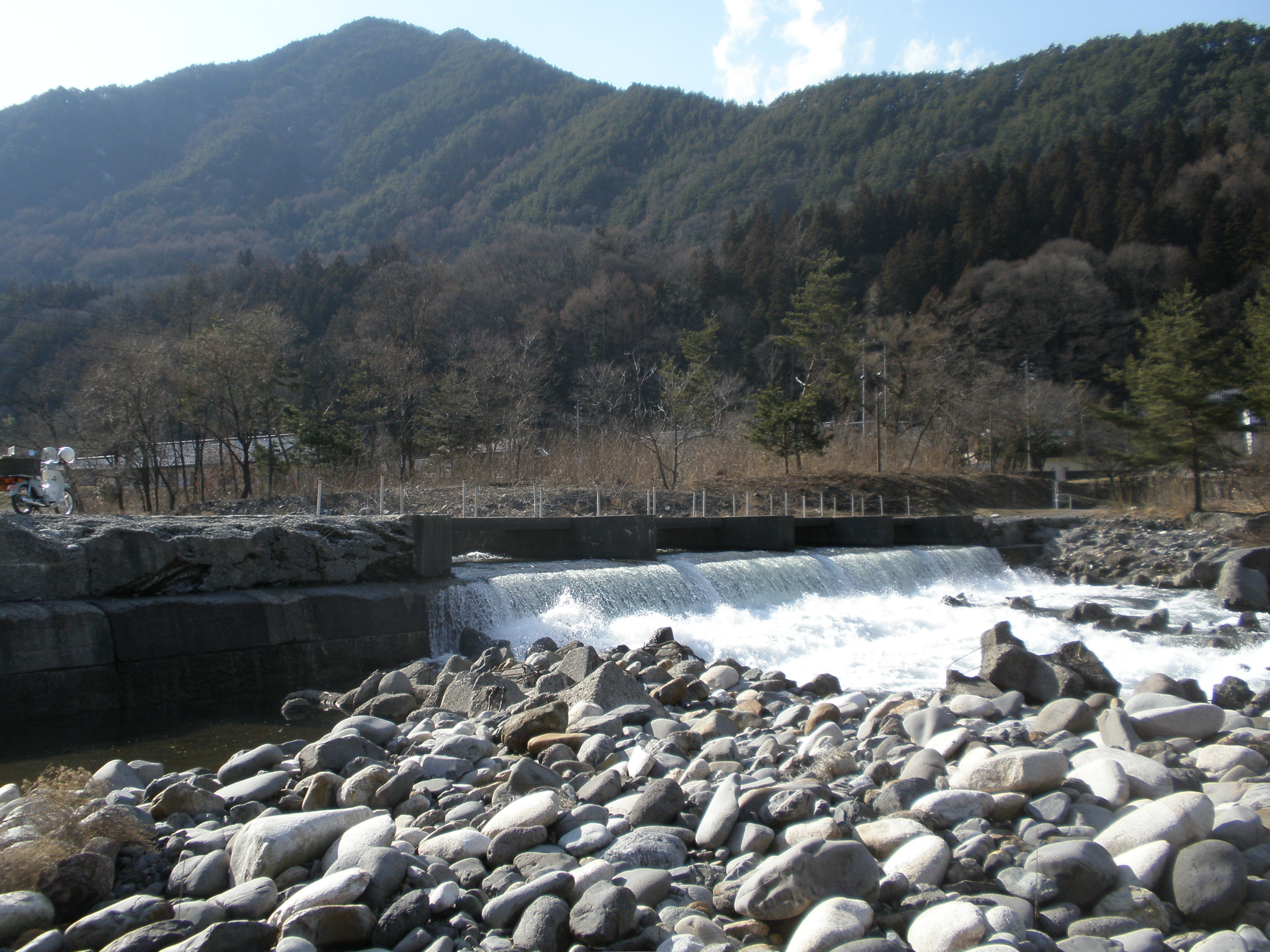
八景山橋を、右岸下流から見た近景
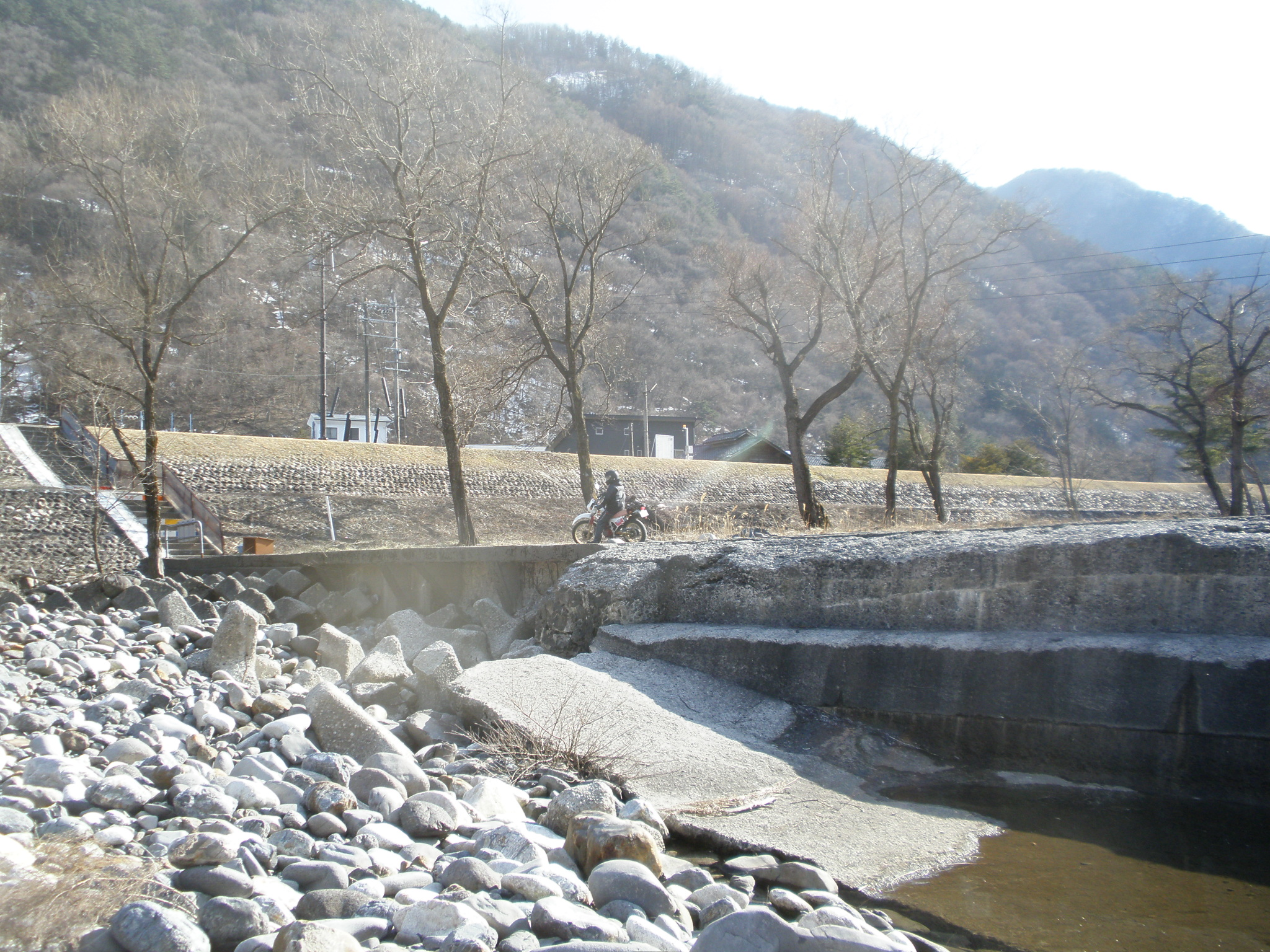
橋下流から右岸方。バイクで来た若者がいた
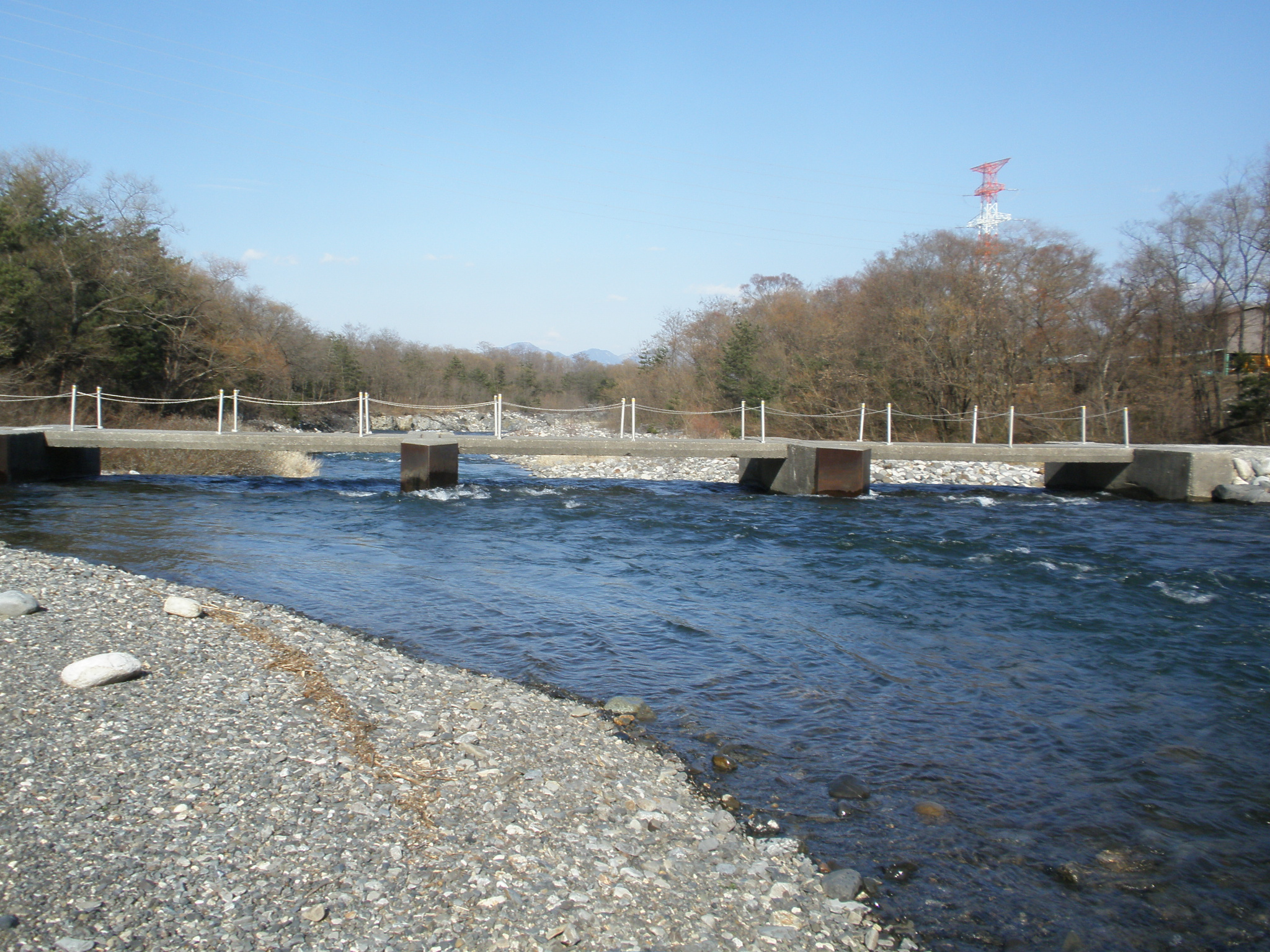
左岸上流から見たところ
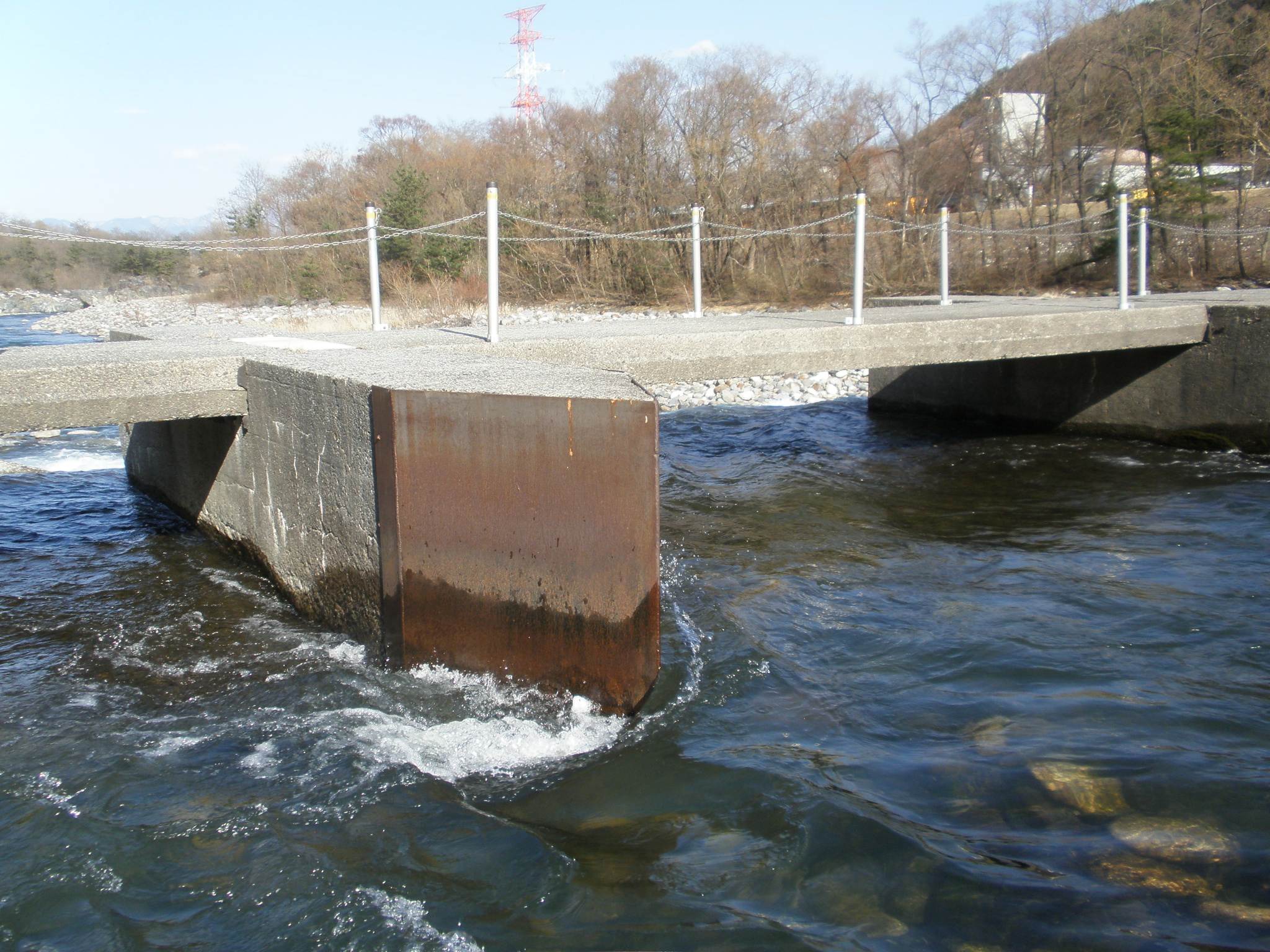
上流から見た橋げた。濁流の岩石から橋げたを守る形状と作り
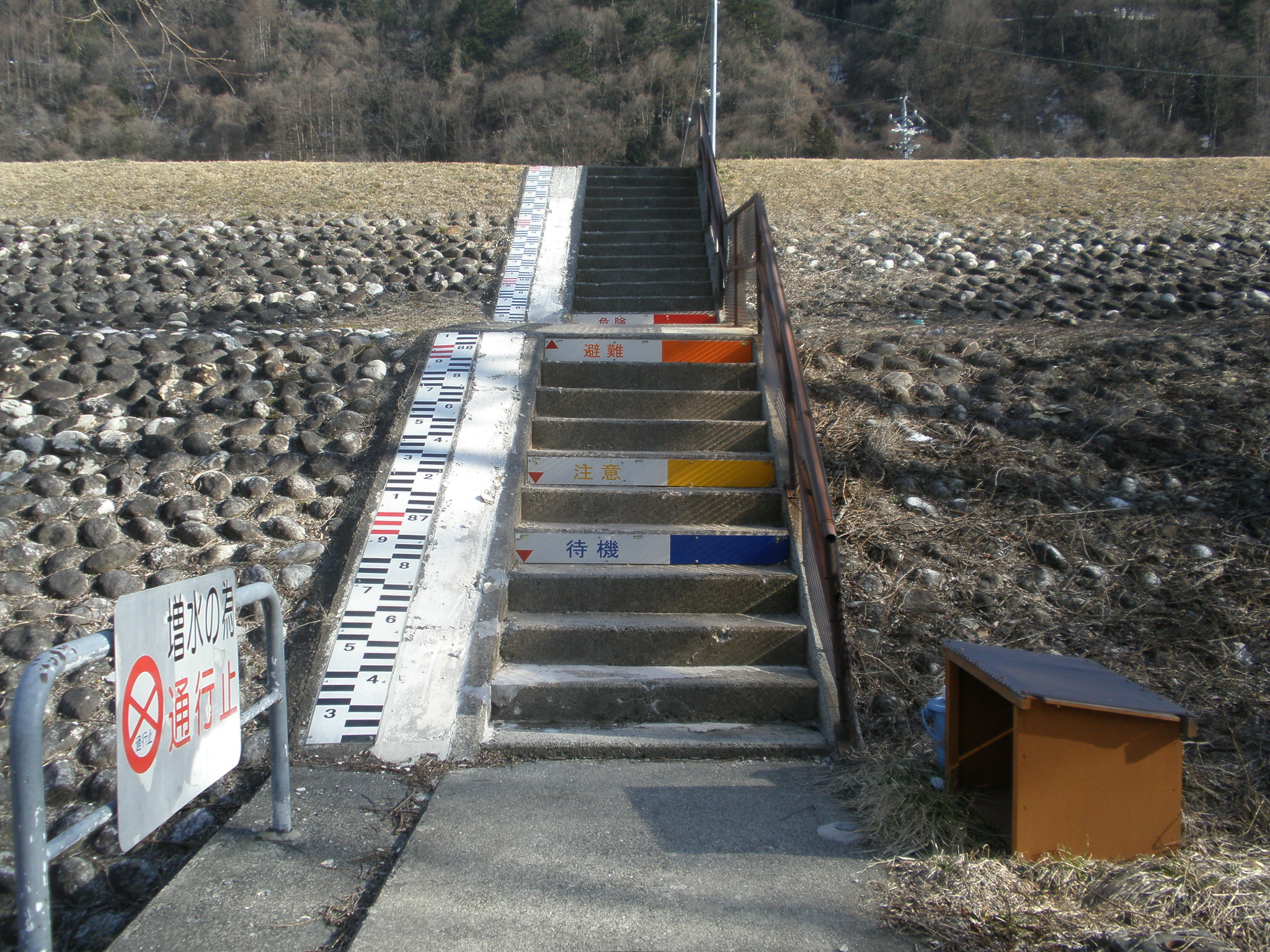
右岸は階段状
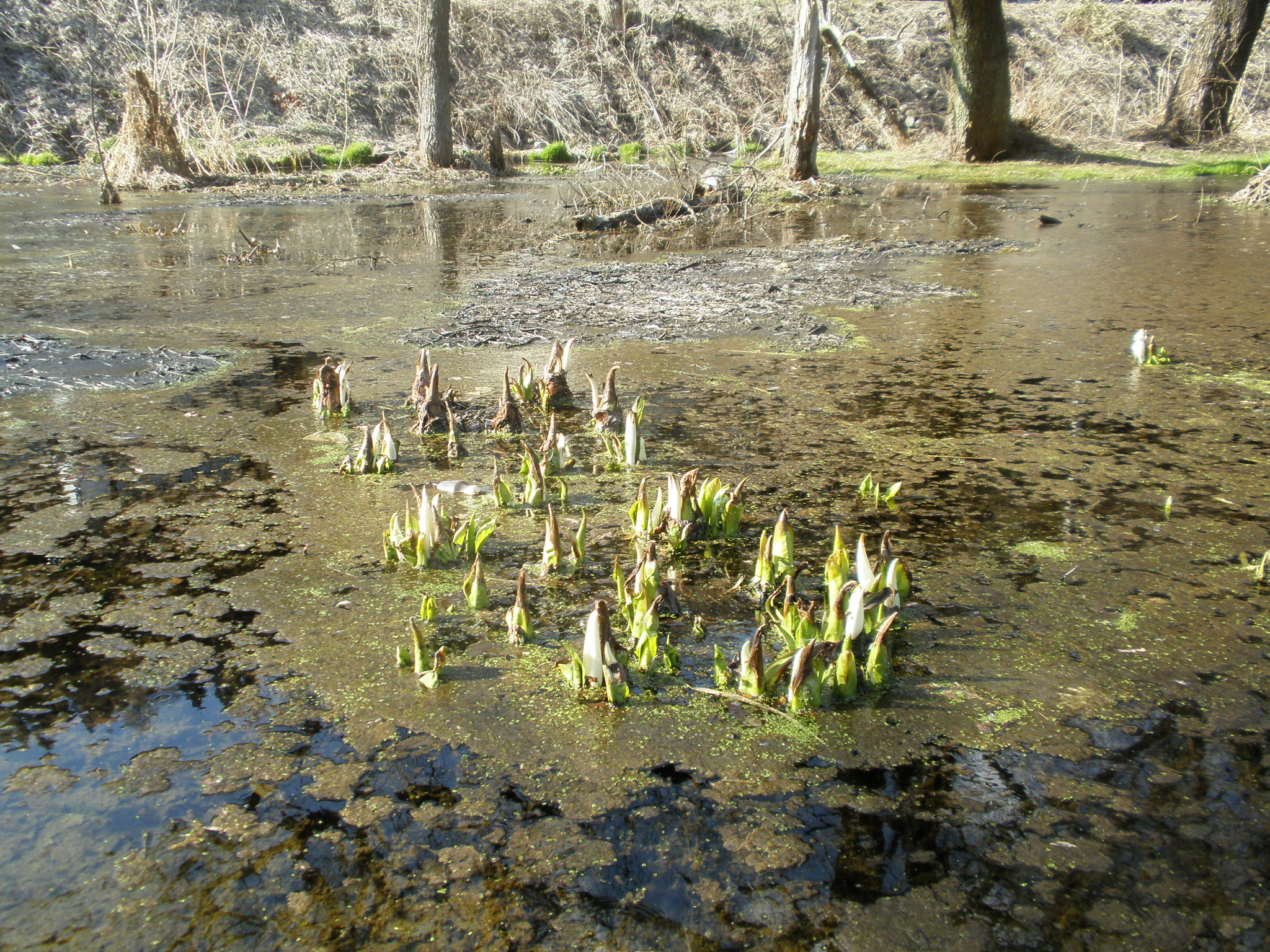
左岸の小さな池の開花前の水芭蕉
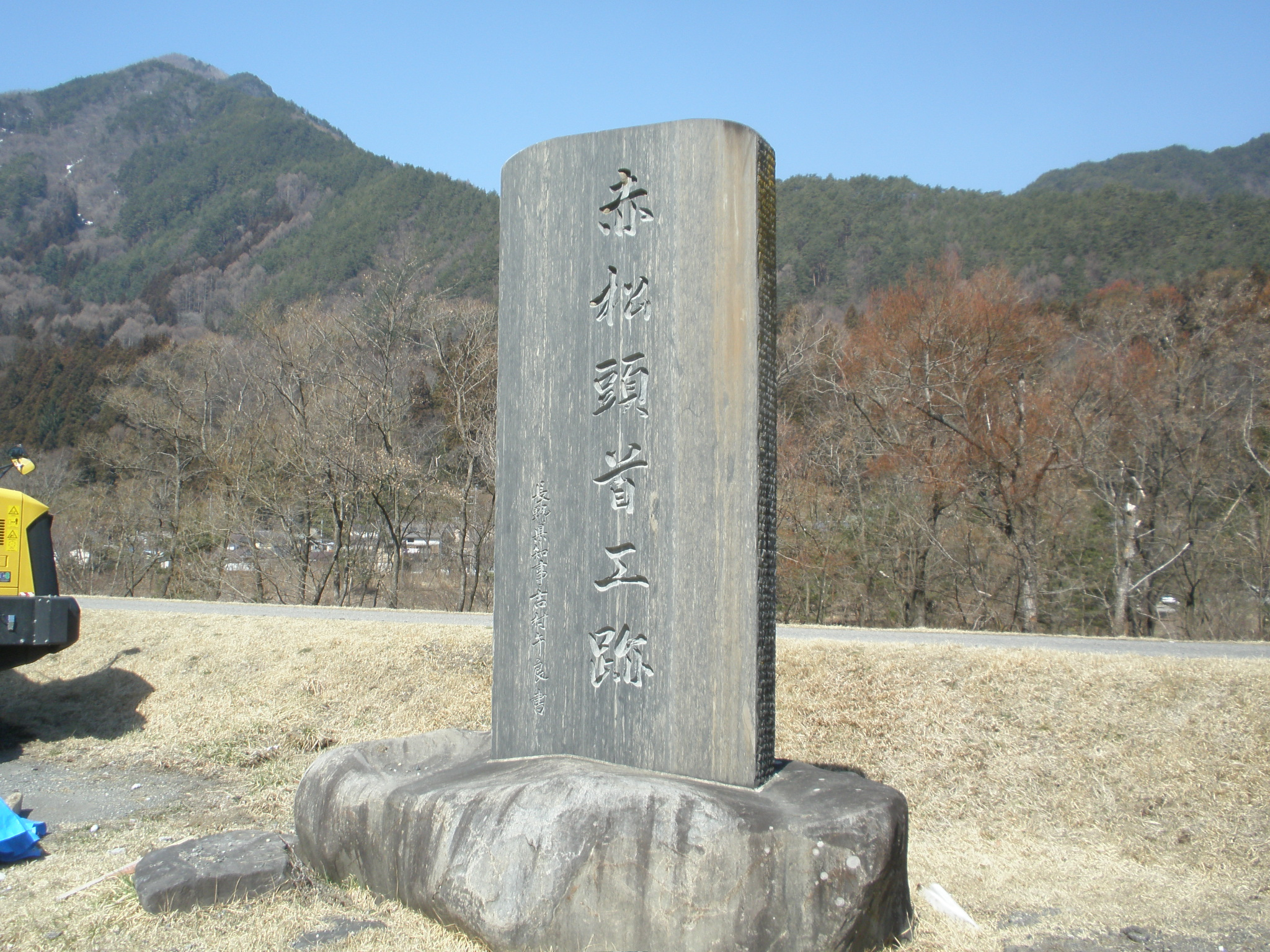
右岸の赤松頭首工跡碑

## 周辺
- 上高地線（通称・松本電鉄）新島々駅・バスターミナル（右岸）
- 昭和電工赤松発電所（右岸）
- 八景山集落（左岸、松本市梓川地区。かつては「焼山」と表記した）
- 花見集落（左岸、松本市梓川地区。読みは「けみ」）
- 赤松集落（右岸、松本市波田地区）